# Orpacanthophora inermis
Orpacanthophora inermis är en insektsart som beskrevs av Max Beier 1954. Orpacanthophora inermis ingår i släktet Orpacanthophora och familjen vårtbitare. Inga underarter finns listade i Catalogue of Life.